# Орлеанська сільська рада
Орлеа́нська сільська рада (рос. Орлеанский сельский совет) — сільське поселення у складі Благовіщенського району Алтайського краю Росії.
Адміністративний центр — село Орлеан.

## Населення
Населення — 560 осіб (2019; 639 в 2010, 723 у 2002).

## Склад
До складу сільської ради входять:
| Населений пункт  | Населення, осіб (2002) | Населення, осіб (2010) |
| ---------------- | ---------------------- | ---------------------- |
| Орлеан, село     | 525                    | 529                    |
| Байгамут, селище | 198                    | 110                    |